# Ristiselkä (del av en sjö i Mellersta Finland)
Ristiselkä (också Ristinselkä) är en del av sjön Päijänne i Finland.   Den ligger i landskapet Mellersta Finland, i den södra delen av landet, 210 km norr om huvudstaden Helsingfors. Ristiselkä ligger 75 meter över havet.